# 脳ヘルニア
脳ヘルニア（のうヘルニア、英: brain herniation、独: Einklemmung）は、脳浮腫や血腫により頭蓋内圧が異常亢進した場合に、脳組織が一定の境界を越えて隣接腔へ嵌入した状態である。

## 発生部位による分類
発生部位と嵌入する部位によって、いくつかの種類がある。(以下、h.=herniation) 
重篤化するかどうか分かりやすい分類意味としては、ヘルニアによる部位が脳幹機能を低下させ自発呼吸への影響を予見できるかどうかである。

### テント切痕ヘルニア
テント切痕ヘルニア(transtentorial h.)には、鉤ヘルニア と中心性ヘルニアがある。
鉤ヘルニア; 脳腫瘍、脳出血などでテント上腔の圧が亢進し、側頭葉内側部（鉤回・海馬回）がテント切痕を越えて下方に嵌入した状態である。この際、脳幹（特に中脳、他に動眼神経、後大脳動脈など）が圧迫障害される。この機転が進行すると脳幹に二次的に虚血・浮腫・出血が生じる。症状として、意識障害の進行、患側もしくは対側の瞳孔散大、動眼神経麻痺、片麻痺、病的反射が現れる。さらに除脳硬直が起こり、脳幹機能が麻痺すると自発呼吸は消失する。
中心性ヘルニア; 鈎ヘルニアと同様に，テント上病変により脳幹（中脳）が垂直方向に移動して障害される。意識障害，呼吸異常，縮瞳，除脳硬直などがみられる。
このうち「片麻痺がテント上病変と同側に出現する症例」では、圧迫を受けて偏位した対側大脳脚がテント切痕で障害を受けており、この際の圧痕をカーノハン切痕 Kernohan's notch という。テント切痕ヘルニアの症状が現れたら、迅速に原病巣の除去（腫瘍、血腫の摘出）や減圧処置を行なう。除脳硬直に達すると死に至るか、回復不可能な症状を残す。
他方、テント下腔の圧が亢進し、小脳の一部が押し上げられてテント切痕に嵌入する場合を上行性テント切痕ヘルニア(upward transtentorial h.)という。

### 小脳扁桃ヘルニア
小脳扁桃ヘルニア(tonsillar h.)は大後頭孔ヘルニア、大孔ヘルニアともいう。後頭蓋窩の小脳腫瘍や出血によりテント下腔の圧が亢進し、小脳扁桃が下方に押し出され、大後頭孔（大孔）内に嵌入した状態である。また、テント上占拠性病変が進行するとテント切痕ヘルニアを生じ、さらに二次的に圧が下方へ生ずることもあり、最も緊急の処置が必要とされる。
テント下病変により小脳扁桃ヘルニアを生じた場合、延髄の呼吸中枢が障害され、自発呼吸停止となり無呼吸を生ずる。意識消失の前に呼吸停止が起こることがある。後頭蓋窩占拠性病変に不用意に腰椎穿刺を行い、髄液を排除すると無呼吸を生じやすい。無呼吸を生じた場合は直ちに気管内挿管を行い、通常は閉塞性水頭症を伴っているので、側脳室穿刺・外髄液ドレナージ・髄液シャントなどを施し、可能であれば原病巣を処置する。内圧亢進が緩やかに進行し、かつ大孔が広い場合には小脳扁桃が下方偏位していても延髄圧迫症状を起こさないことがある。

### 大脳鎌下ヘルニア
大脳鎌下ヘルニア(subfalcian h.)は大脳内側面の帯状回が大脳鎌下縁を越えて対側に嵌入した状態で、帯状回ヘルニア(cingulate h.)ともいう。このヘルニアのみでは重篤な臨床症状を示さない。

### 蝶形骨縁ヘルニア
蝶形骨縁ヘルニア(sphenoid ridge h.)は前頭葉の占拠性病変により前頭葉下面が蝶形骨縁を越えて中頭蓋窩へ嵌入、もしくは側頭葉占拠性病変により側頭葉の前部が前頭蓋窩に嵌入した状態である。テント切痕ヘルニアや小脳扁桃ヘルニアと異なり、臨床的に重大な問題を起こすことは少ない。